# Harmothoe spinosa
Harmothoe spinosa är en ringmaskart som beskrevs av Johan Gustaf Hjalmar Kinberg 1856. Harmothoe spinosa ingår i släktet Harmothoe och familjen Polynoidae.
Artens utbredningsområde är havet kring Nya Zeeland. Utöver nominatformen finns också underarten H. s. typica.